# Музей грошей та історії розвитку Української академії банківської справи
Музей грошей та історії розвитку Української академії банківської справи діє на базі Сумського державного університету у м. Суми. До 2016 року діяв як музей  Української академії банківської справи Національного банку України, яка була реорганізована шляхом її приєднання до СумДУ. 
Музей розташовано в Конгрес-центрі СумДУ (вул. Покровська, 9/1).

## Історія створення музею
Музей був створений із нагоди святкування 10-ї річниці академії у 2006 році і отримав назву Музей розвитку банківської справи на Сумщині та історії грошей. Основою колекції музею стала унікальна колекція бон — паперових грошей, що вийшли з ужитку. Колекцію було передано академії Національним банком України. Експозиція бон оформлена за тематико-хронологічним принципом — від появи перших грошей до сьогодення. Також у музеї представлені численні документи, фотоматеріали, металеві гроші (монети, сувенірні зливки), пам'ятні медалі Національного банку України та інші експонати. Окремою групою експонатів є технічне та інше приладдя, яке використовувалось у банківських установах наприкінці XX ст. У 2013 році експозиція музею була оновлена та поповнена 60 експонатами (фотографії, цінні папери, особисті речі банкірів). У 2017 році музей переїхав до будівлі Конгрес-центру СумДУ.  У листопаді 2020 року назву музею було змінено на Музей грошей і історії розвитку Української академії банківської справи.

## Тематичні напрямки експозицій

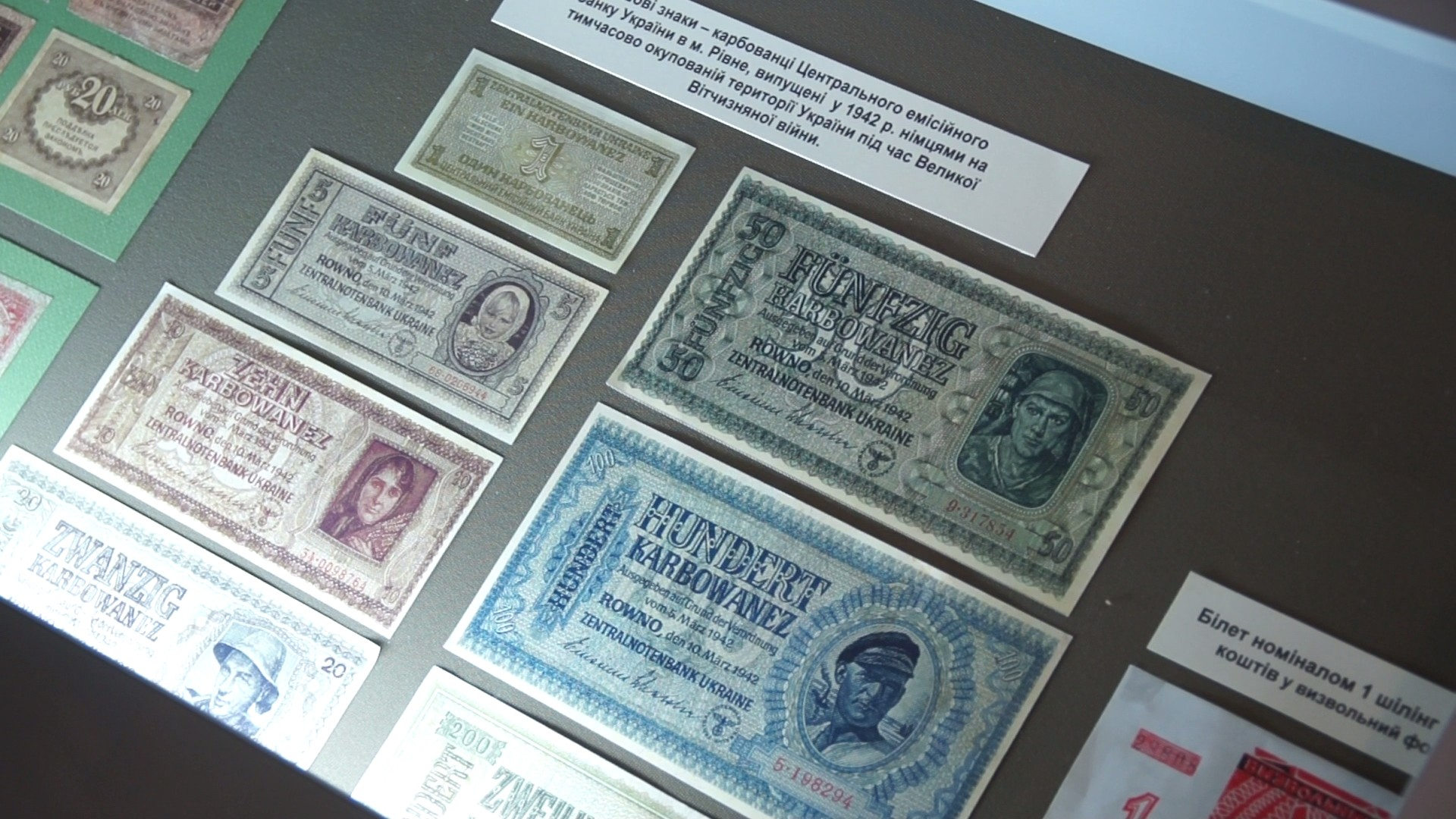
Старі українські паперові гроші

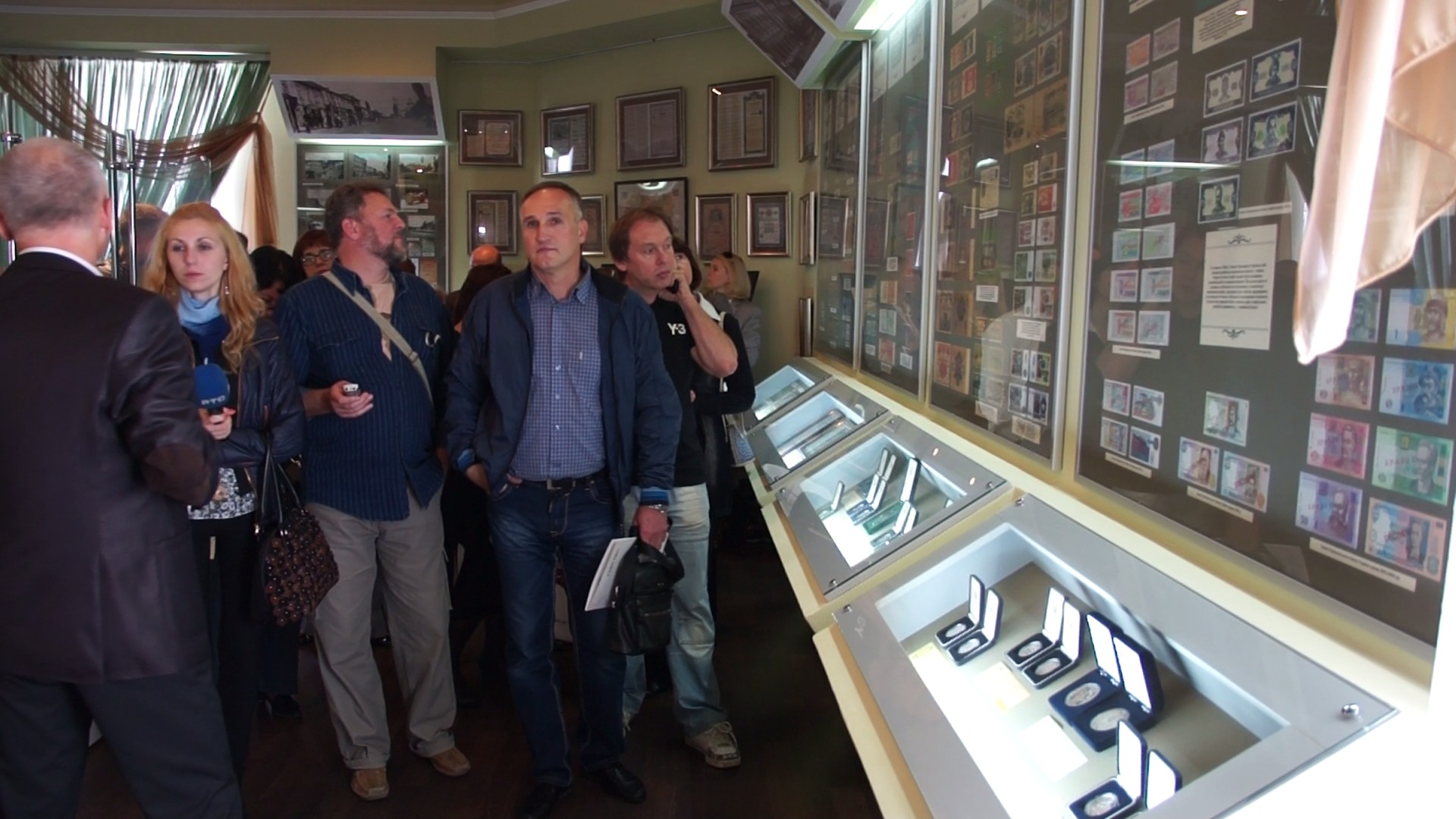
Оновлена експозиція музею

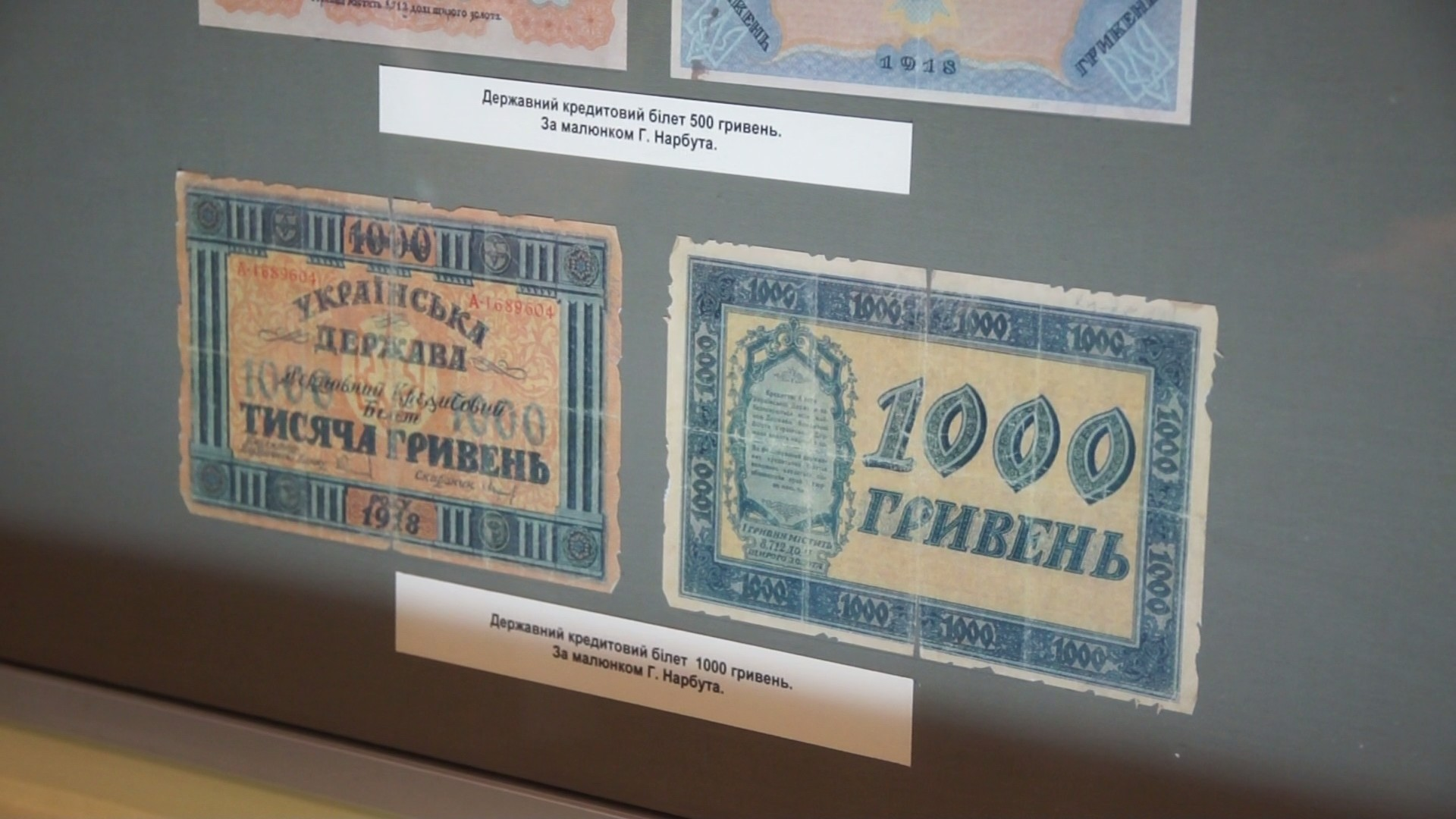
Старі українські паперові гроші

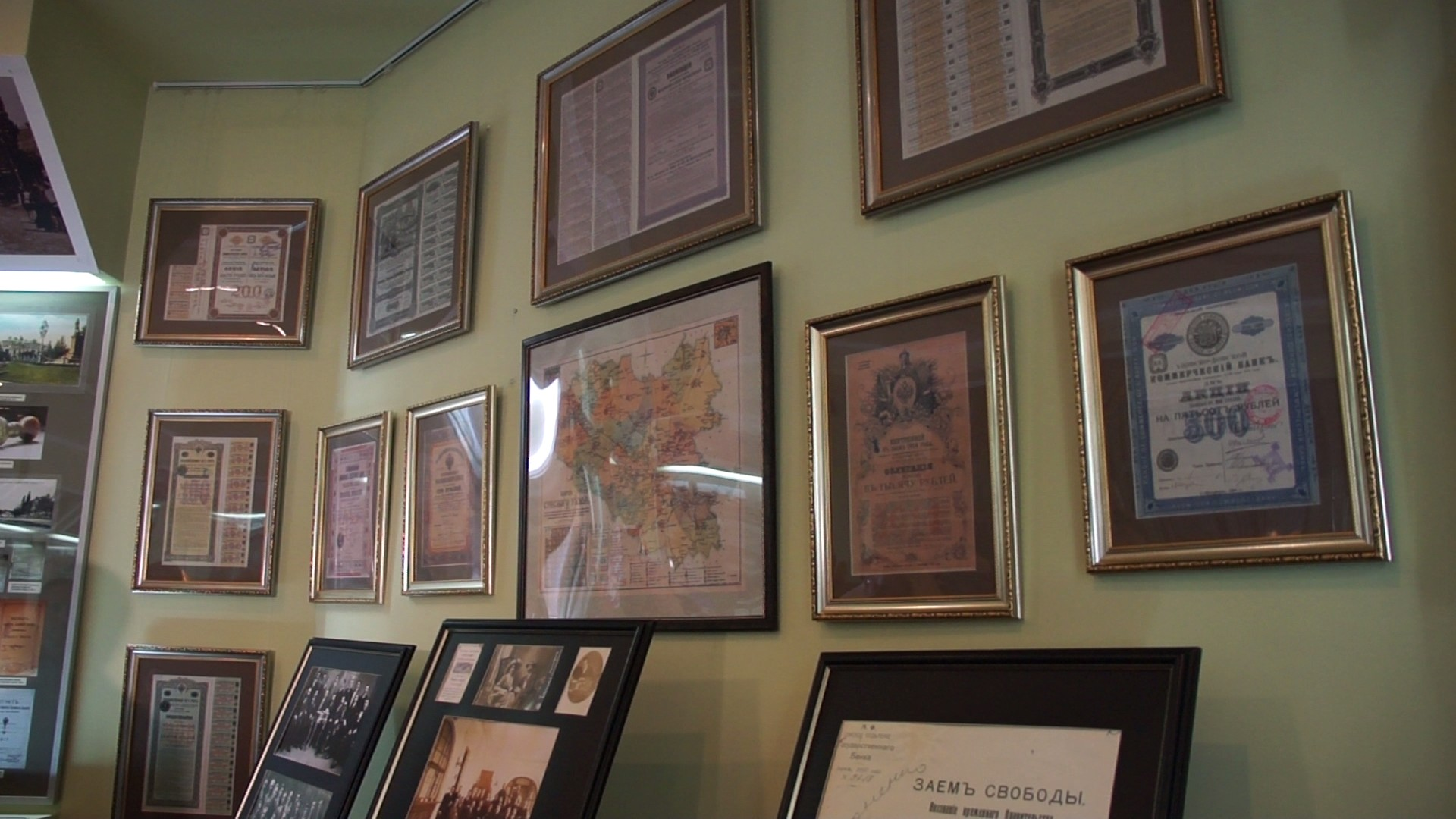
Експозиція старих банківських документів

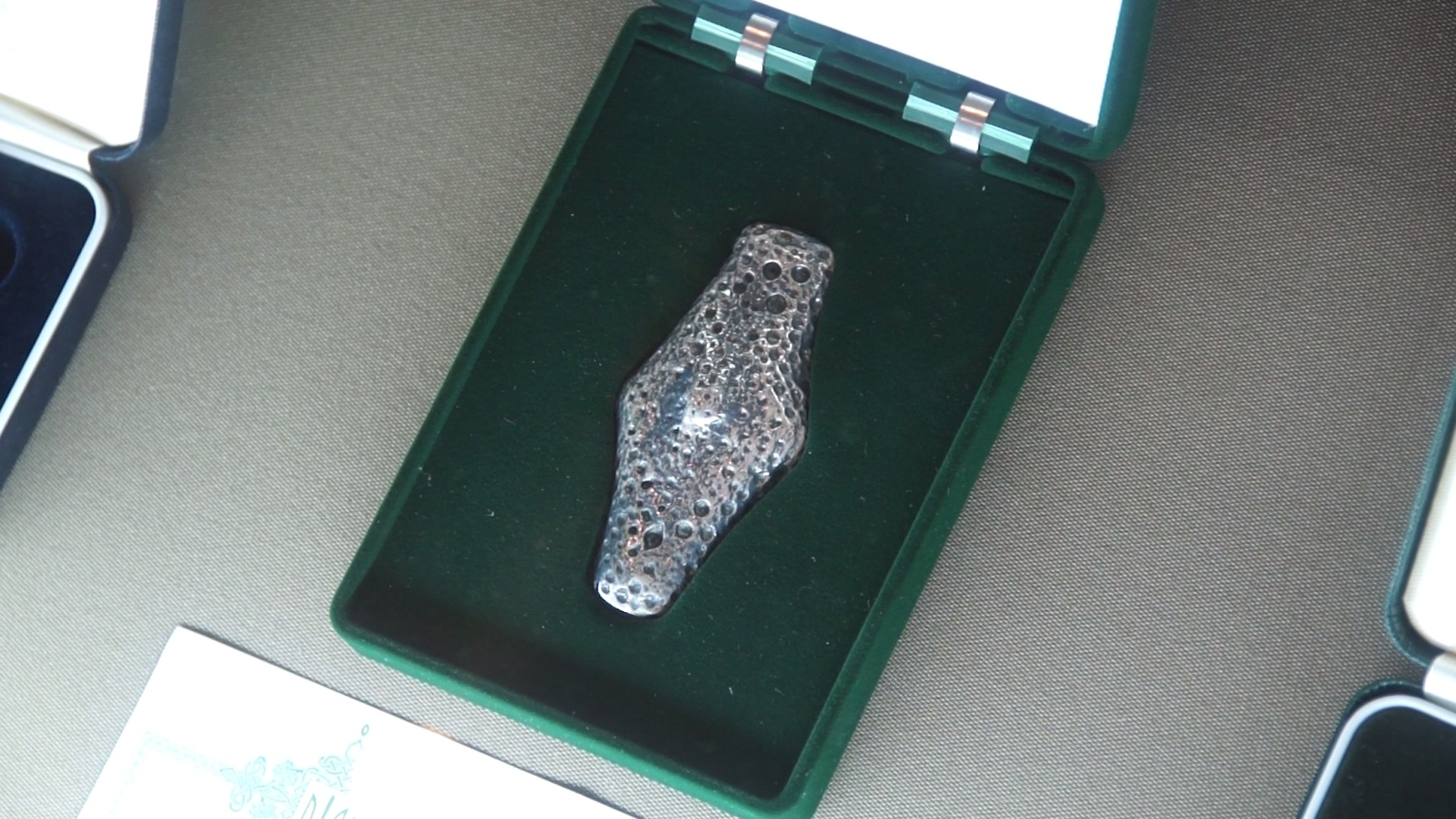
Стародавня срібна гривня часів Київської Русі

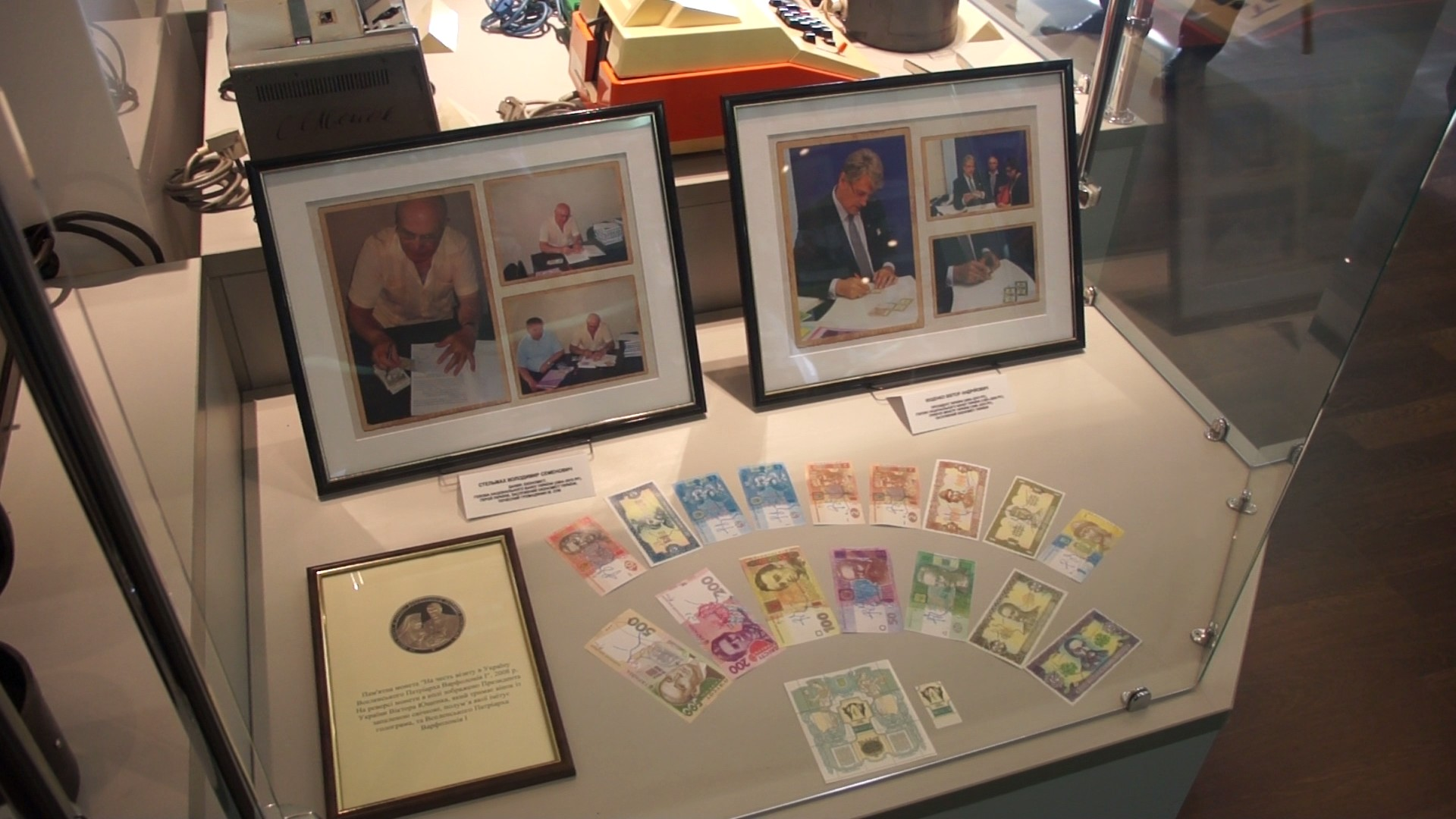
Експозиція присвячена відомим банкірам та фінансистам Сумщини

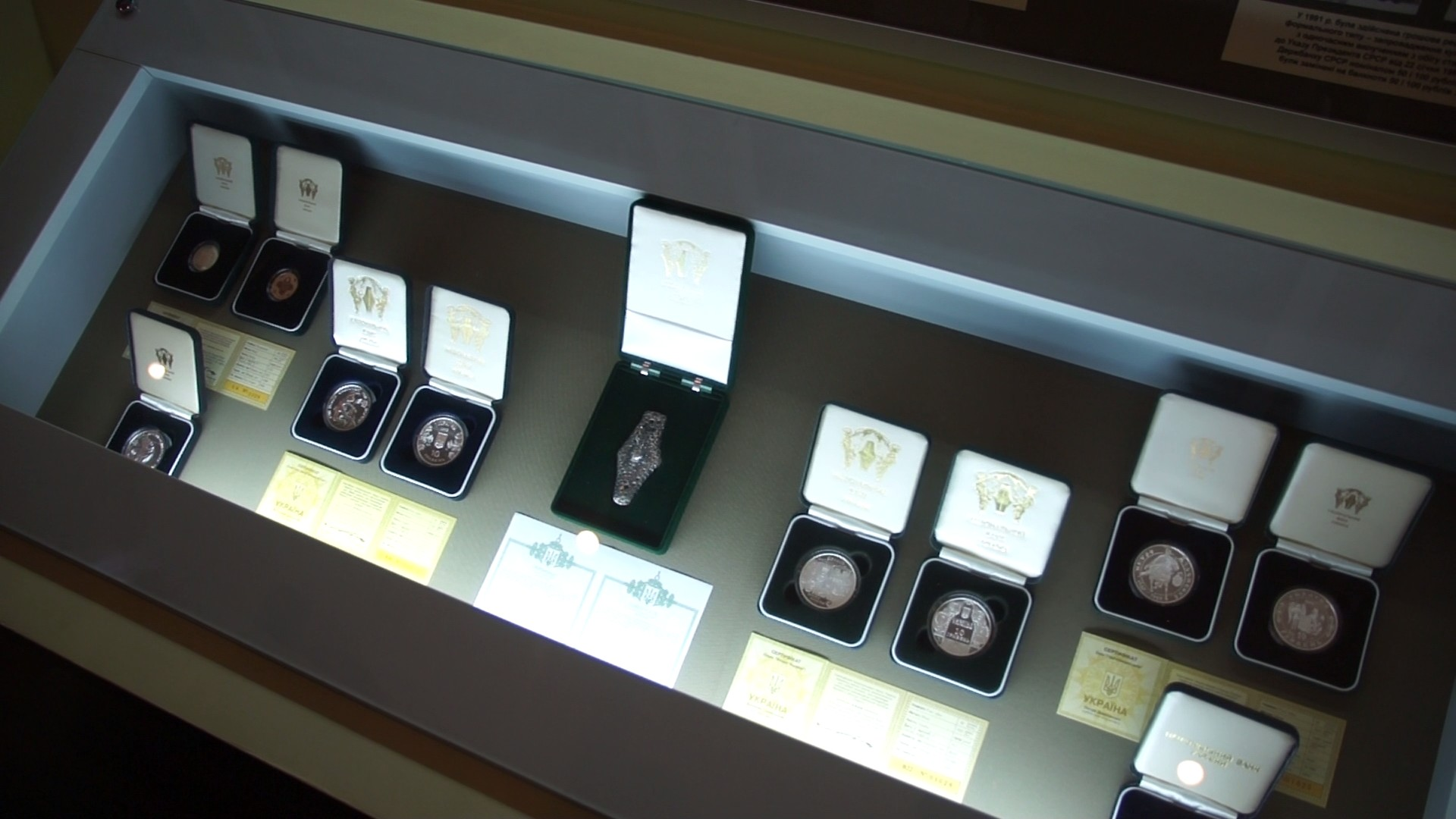
Металеві гроші (монети, сувенірні зливки) та пам'ятні медалі Національного банку України

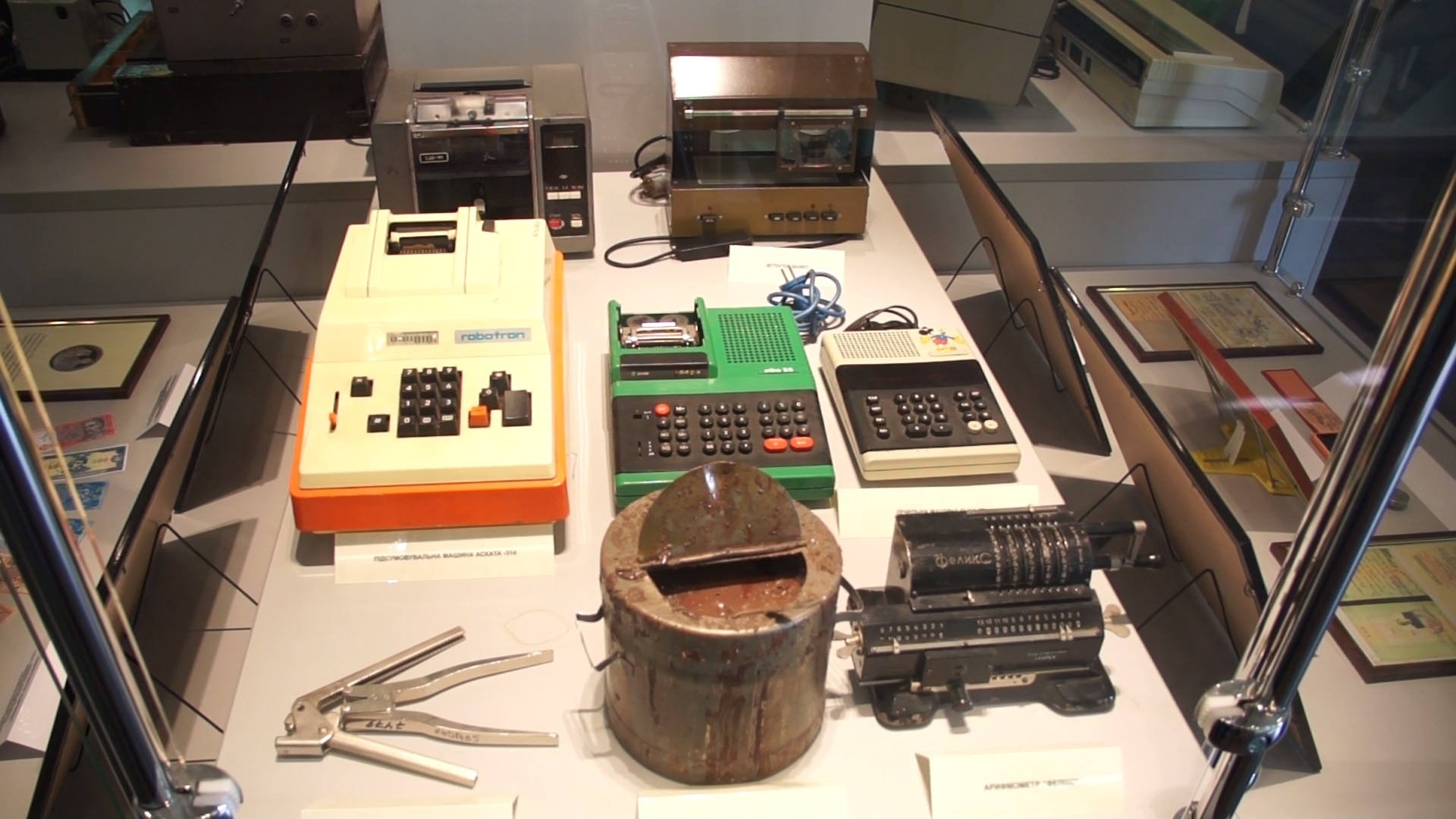
Технічне приладдя, яке використовувалось у банківських установах

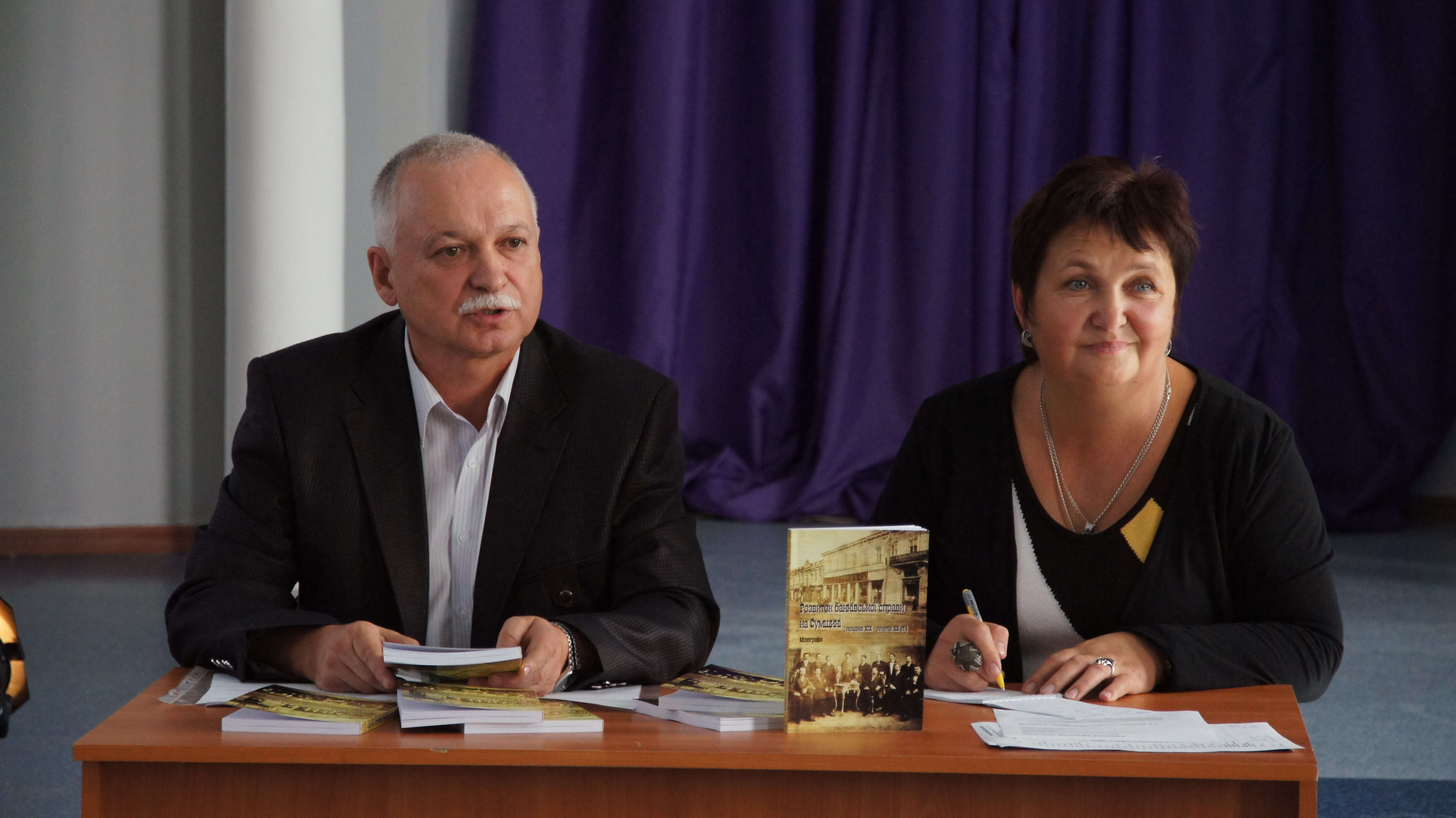
Презентація монографії «Розвиток банківської справи на Сумщині (середина XIX–XX ст.)». Автор — Сергій Тихенко, куратор музею

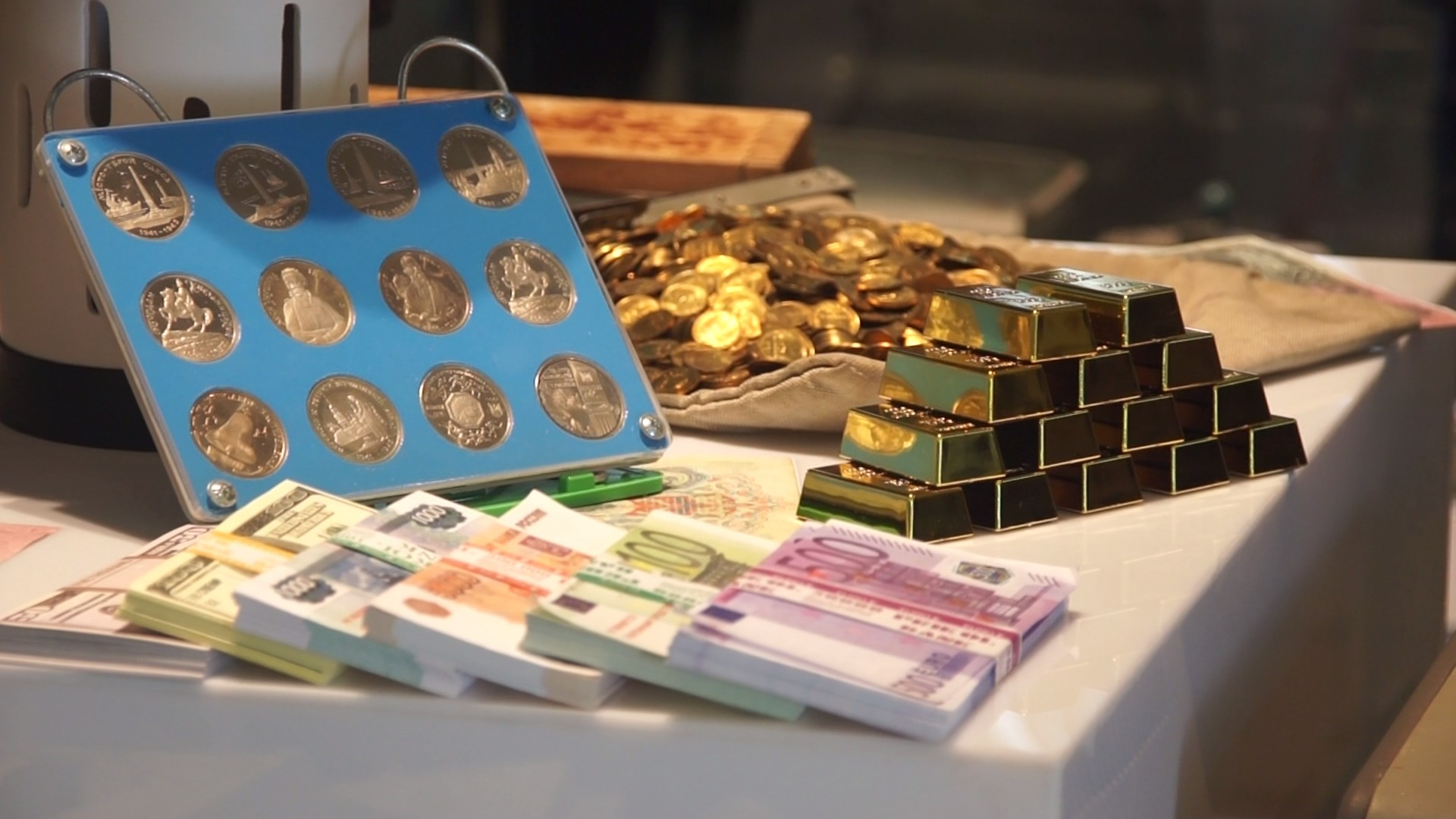
Експозиція сучасних українських паперових грошей, монет та зливків

«Розвиток банківської справи на Сумщині» — історичний екскурс сягає ще часів цариці Російської імперії Катерини II, коли нею у 1785 році була видана «Жалованная грамота городам», за якою дозволялося створення банків у містах. Перший банк на теренах сучасної Сумської області з'явився в 1865 р. у м. Ромни. До уваги відвідувачів чимало історичних документів, великий тематичний фотоархів XIX–XX ст. Окрема увага приділена відомим особистостям Сумщини у сфері фінансів та банківської справи:
- Олексій Алчевський, купець, промисловець, банкір, засновник першого акціонерного іпотечного банку — Харківського земельного банку та третього в Російській імперії — Харківського торгівельного банку;
- Михайло Терещенко, підприємець, меценат та фінансист, міністр фінансів Тимчасового уряду, людина, яка врятувала австрійський банк «Кредит-Анштальт» від банкрутства та анексії гітлерівською Німеччиною;
- Григорій Сокольников (Гірш Янкелевич Брилліа́нт), нарком фінансів РРФСР (1923–1926), посол СРСР у Великій Британії (1929–1932);
- Володимир Стельмах, банкір, економіст, голова Національного банку України (2000–2003), (2004–2010), Почесний громадянин міста Суми, Почесний професор академії[2];
- Віктор Ющенко, фінансист, державний та політичний діяч, прем'єр-міністр України (1999–2001), Президент України (2005–2010), голова Національного банку України (1993–1999), Почесний професор академії[2].

«Історія розвитку грошей та становлення національної валюти-гривні» — експозиція музею присвячена історії грошей, особливо грошей незалежної України. При зборі експонатів велику допомогу надав Національний банк України, виділивши велику колекцію — від найперших грошей до сучасних, від старовинних металевих монет до сувенірних грошей та пам'ятних медалей НБУ.
У 2013 році науково-дослідним центром академії спільно з музеєм було видано монографію «Розвиток банківської справи на Сумщині (середина XIX — XX ст.)». Автор — Тихенко С. В.
Музей не тільки експонує власну унікальну колекцію, а й проводить активну просвітницьку діяльність серед населення з питань поглиблення фінансової грамотності, популяризації сторінок історії Сумщини. Для школярів та студентів проводяться численні тематичні презентації, інтерактивні квести, віртуальні вікторини. Матеріали музею використовуються у навчальному процесі.
Екскурсії проводяться безоплатно, за попереднім записом.